# Canberra City FC
Canberra City FC är en fotbollsklubb från Canberra i Australien. Klubben spelar i ACT Premier League, vilket är den högsta ligan i delstaten ACT. Klubben spelade tio säsonger i den numera nerlagda nationella proffsligan National Soccer League (NSL) mellan 1977 och 1986.